# Бирдсли (город, Миннесота)
Би́рдсли (англ. Beardsley) — город в округе Биг-Стон, штат Миннесота, США. На площади 1,2 км² (1,2 км² — суша, водоёмов нет), согласно переписи 2002 года, проживают 262 человека. Плотность населения составляет 213,3 чел./км².
- Телефонный код города — 320
- Почтовый индекс — 56211
- FIPS-код города — 27-04204[1]
- GNIS-идентификатор — 0639789[2]